# 福岡慎平
福岡 慎平（ふくおか しんぺい、2000年6月27日 - ）は、奈良県奈良市出身のプロサッカー選手。Jリーグ・京都サンガF.C.所属。ポジションはミッドフィールダー（MF）。

## 来歴

### クラブ
京都サンガF.C.U-12SPコース出身で、U-15およびU-18へ順次昇格。2018年1月、京都のトップチームに2種登録された。6月2日、第17節のツエーゲン金沢戦でトップチームデビューを果たした。11月2日、来季からトップチームへ昇格することが発表された。
2019年にトップチームへ昇格した。3月24日、第5節のジェフユナイテッド市原・千葉戦でプロA契約の時間を達成した。
2022年シーズンからアカデミー卒で原川力以来2人目の背番号「10」を背負う。

### 代表
2016年9月、AFC U-16選手権2016の日本代表に選出。主将として大会のベスト4進出に貢献した。2017年9月、2017 FIFA U-17ワールドカップの日本代表に選出された。

## 所属クラブ
- YF　NARATESORO
- アスペガス生駒FC（京都サンガF.C.U-12 SPコース出身）[2]
- 京都サンガF.C.U-15[1]
- 京都サンガF.C.U-18（京都翔英高校）[1]
  - 2018年1月 - 同年12月 京都サンガF.C.（2種登録選手）
- 2019年 -  京都サンガF.C.

## 個人成績
| 国内大会個人成績 | 国内大会個人成績 | 国内大会個人成績 | 国内大会個人成績 | 国内大会個人成績 | 国内大会個人成績 | 国内大会個人成績 | 国内大会個人成績 | 国内大会個人成績 | 国内大会個人成績 | 国内大会個人成績 | 国内大会個人成績 |
| 年度             | クラブ           | 背番号           | リーグ           | リーグ戦         | リーグ戦         | リーグ杯         | リーグ杯         | オープン杯       | オープン杯       | 期間通算         | 期間通算         |
| 年度             | クラブ           | 背番号           | リーグ           | 出場             | 得点             | 出場             | 得点             | 出場             | 得点             | 出場             | 得点             |
| 日本             | 日本             | 日本             | 日本             | リーグ戦         | リーグ戦         | リーグ杯         | リーグ杯         | 天皇杯           | 天皇杯           | 期間通算         | 期間通算         |
| ---------------- | ---------------- | ---------------- | ---------------- | ---------------- | ---------------- | ---------------- | ---------------- | ---------------- | ---------------- | ---------------- | ---------------- |
| 2018             | 京都             | 35               | J2               | 10               | 1                | -                | -                | 1                | 0                | 11               | 1                |
| 2019             | 京都             | 31               | J2               | 36               | 2                | -                | -                | 1                | 0                | 37               | 2                |
| 2020             | 京都             | 31               | J2               | 36               | 1                | -                | -                | -                | -                | 36               | 1                |
| 2021             | 京都             | 31               | J2               | 38               | 3                | -                | -                | 2                | 0                | 40               | 3                |
| 2022             | 京都             | 10               | J1               | 28               | 0                | 7                | 1                | 4                | 0                | 39               | 1                |
| 2023             | 京都             | 10               | J1               | 22               | 0                | 1                | 0                | 0                | 0                | 23               | 0                |
| 2024             | 京都             | 10               | J1               | 25               | 0                | 1                | 0                | 5                | 0                | 31               | 0                |
| 通算             | 日本             | 日本             | J1               | 75               | 0                | 9                | 1                | 9                | 0                | 93               | 1                |
| 通算             | 日本             | 日本             | J2               | 120              | 7                | -                | -                | 4                | 0                | 124              | 7                |
| 総通算           | 総通算           | 総通算           | 総通算           | 195              | 7                | 9                | 1                | 13               | 0                | 216              | 8                |

- 2018年は2種登録選手。

- Jリーグ初出場 - 2018年6月2日 J2第17節 ツエーゲン金沢戦 (石川県西部緑地公園陸上競技場)

## タイトル

### クラブ
京都サンガF.C.U-15
- JFAプレミアカップ：1回（2015年）

京都サンガF.C.U-18
- Jユースカップ：1回（2017年）

### 個人
- JFAプレミアカップ・ベストイレブン（2015年）

## 代表歴
- U-15日本代表
  - AFC U-16選手権2016・予選（2015年）
  - バル・ド・マルヌ U-16国際親善トーナメント(2015年)
- U-16日本代表
  - U-16インターナショナルドリームカップ（2016年）
  - AFC U-16選手権2016（2016年）
  - COPA UC 2016（2016年）
- U-17日本代表
  - サニックス杯国際ユースサッカー大会（2016年）
  - 第24回バツラフ・イェジェク国際ユーストーナメント（2017年）
  - FIFA U-17ワールドカップ（2017年）
- U-18日本代表
  - SBSカップ 国際ユースサッカー（2018年）
- U-19日本代表
  - Copa del Atlántico（スペイン語版）（2018年）